# 香港電影金像獎最佳剪接
香港電影金像獎最佳剪接是現行頒發的獎項，於1983年創立，表彰當年香港電影中最出色的電影剪接。

## 得奖和提名名单
|  | 获奖者 |

### 1980年代（1983 — 1989 年）
| 年份 （屆次）    | 姓名                 | 片名           | 來源  |
| ---------------- | -------------------- | -------------- | ----- |
| 1983年 （第2屆） | 周國忠               | 《夜驚魂》     | [ 1 ] |
| 1983年 （第2屆） | 胡大為               | 《殺出西營盤》 | [ 1 ] |
| 1983年 （第2屆） | 麥氏剪接組           | 《靚妹仔》     | [ 1 ] |
| 1983年 （第2屆） | 周國忠               | 《再生人》     | [ 1 ] |
| 1983年 （第2屆） | 健健                 | 《投奔怒海》   | [ 1 ] |
| 1984年 （第3屆） | 秋木涼、吳金華       | 《半邊人》     | [ 2 ] |
| 1984年 （第3屆） | 張耀宗               | 《生死決》     | [ 2 ] |
| 1984年 （第3屆） | 胡大為               | 《打擋台》     | [ 2 ] |
| 1984年 （第3屆） | 少峰、耿仲堯、趙卓文 | 《暗渠》       | [ 2 ] |
| 1984年 （第3屆） | 張耀宗               | 《蜀山》       | [ 2 ] |
| 1985年 （第4屆） | 張耀宗               | 《省港旗兵》   | [ 3 ] |
| 1985年 （第4屆） | 健健                 | 《似水流年》   | [ 3 ] |
| 1985年 （第4屆） | 鄒小森               | 《上海之夜》   | [ 3 ] |
| 1985年 （第4屆） | 張耀宗               | 《等待黎明》   | [ 3 ] |
| 1986年 （第5屆） | 鄒常更               | 《女人風情話》 | [ 4 ] |
| 1986年 （第5屆） | 蔣國權、吳鋒霖       | 《1/2段情》    | [ 4 ] |
| 1986年 （第5屆） | 張耀宗               | 《殭屍先生》   | [ 4 ] |
| 1986年 （第5屆） | 張耀宗               | 《警察故事》   | [ 4 ] |
| 1987年 （第6屆） | 李毓槐、郭強         | 《美國心》     | [ 5 ] |
| 1987年 （第6屆） | 金馬                 | 《英雄本色》   | [ 5 ] |
| 1987年 （第6屆） | 張耀宗               | 《奇緣》       | [ 5 ] |
| 1987年 （第6屆） | 蔣國權               | 《最愛》       | [ 5 ] |
| 1987年 （第6屆） | 胡大為               | 《刀馬旦》     | [ 5 ] |
| 1988年 （第7屆） | 蔣國權               | 《最後勝利》   | [ 6 ] |
| 1988年 （第7屆） | 秋木涼               | 《書劍恩仇錄》 | [ 6 ] |
| 1988年 （第7屆） | 黃銘林               | 《龍虎風雲》   | [ 6 ] |
| 1988年 （第7屆） | 張耀宗               | 《A計劃續集》  | [ 6 ] |
| 1988年 （第7屆） | 新藝城剪接組         | 《倩女幽魂》   | [ 6 ] |
| 1989年 （第8屆） | 張耀宗               | 《胭脂扣》     | [ 7 ] |
| 1989年 （第8屆） | 余純、鄺志良         | 《七小福》     | [ 7 ] |
| 1989年 （第8屆） | 蔣彼得               | 《旺角卡門》   | [ 7 ] |
| 1989年 （第8屆） | 火山、郭強、劉國昌   | 《童黨》       | [ 7 ] |

### 1990年代（1990 — 1999 年）
| 年份 （屆次）     | 姓名                         | 片名                     | 來源   |
| ----------------- | ---------------------------- | ------------------------ | ------ |
| 1990年 （第9屆）  | 樊恭榮                       | 《喋血双雄》             | [ 8 ]  |
| 1990年 （第9屆）  | 張耀宗                       | 《奇蹟》                 | [ 8 ]  |
| 1990年 （第9屆）  | 黃志雄                       | 《第一繭》               | [ 8 ]  |
| 1990年 （第9屆）  | 蔣國權                       | 《殺手蝴蝶夢》           | [ 8 ]  |
| 1990年 （第9屆）  | 潘雄                         | 《急凍奇俠》             | [ 8 ]  |
| 1991年 （第10屆） | 吳宇森                       | 《喋血街頭》             | [ 9 ]  |
| 1991年 （第10屆） | 胡大為、麥子善               | 《笑傲江湖》             | [ 9 ]  |
| 1991年 （第10屆） | 麥子善                       | 《倩女幽魂II人間道》     | [ 9 ]  |
| 1991年 （第10屆） | 麥子善                       | 《古今大戰秦俑情》       | [ 9 ]  |
| 1991年 （第10屆） | 譚家明                       | 《阿飛正傳》             | [ 9 ]  |
| 1991年 （第10屆） | 鄒長根                       | 《滾滾紅塵》             | [ 9 ]  |
| 1992年 （第11屆） | 麥子善                       | 《黃飛鴻》               | [ 10 ] |
| 1992年 （第11屆） | 胡大為                       | 《縱橫四海》             | [ 10 ] |
| 1992年 （第11屆） | 麥子善                       | 《倩女幽魂III道道道》    | [ 10 ] |
| 1992年 （第11屆） | 潘雄                         | 《跛豪》                 | [ 10 ] |
| 1992年 （第11屆） | 潘雄、奚傑偉                 | 《九一神鵰俠侶》         | [ 10 ] |
| 1993年 （第12屆） | 吳宇森、胡大為、奚傑煒、阿積 | 《辣手神探》             | [ 11 ] |
| 1993年 （第12屆） | 麥子善                       | 《笑傲江湖II東方不敗》   | [ 11 ] |
| 1993年 （第12屆） | 麥子善                       | 《黃飛鴻之二男兒當自強》 | [ 11 ] |
| 1993年 （第12屆） | 黃永明                       | 《賭城大亨之新哥傳奇》   | [ 11 ] |
| 1993年 （第12屆） | 潘雄                         | 《新龍門客棧》           | [ 11 ] |
| 1994年 （第13屆） | 張耀宗                       | 《重案組》               | [ 12 ] |
| 1994年 （第13屆） | 譚家明、奚傑煒               | 《天長地久》             | [ 12 ] |
| 1994年 （第13屆） | 胡大為                       | 《白髮魔女傳》           | [ 12 ] |
| 1994年 （第13屆） | 張耀宗                       | 《誘僧》                 | [ 12 ] |
| 1994年 （第13屆） | 麥子善、林安兒               | 《黃飛鴻之三獅王爭霸》   | [ 12 ] |
| 1995年 （第14屆） | 張叔平、鄺志良、奚傑偉       | 《重慶森林》             | [ 13 ] |
| 1995年 （第14屆） | 譚家明、奚傑偉               | 《東邪西毒》             | [ 13 ] |
| 1995年 （第14屆） | 林安兒                       | 《屯門色魔》             | [ 13 ] |
| 1995年 （第14屆） | 張耀宗                       | 《醉拳II》               | [ 13 ] |
| 1995年 （第14屆） | 陳祺合                       | 《飛虎雄心》             | [ 13 ] |
| 1996年 （第15屆） | 鄺志良                       | 《烈火戰車》             | [ 14 ] |
| 1996年 （第15屆） | 張耀宗                       | 《紅番區》               | [ 14 ] |
| 1996年 （第15屆） | 黃義順                       | 《女人四十》             | [ 14 ] |
| 1996年 （第15屆） | 胡大為                       | 《夜半歌聲》             | [ 14 ] |
| 1996年 （第15屆） | 張叔平、黃銘林               | 《墮落天使》             | [ 14 ] |
| 1997年 （第16屆） | 張耀宗、張嘉輝               | 《衝鋒隊怒火街頭》       | [ 15 ] |
| 1997年 （第16屆） | 張耀宗、邱志偉               | 《警察故事4之簡單任務》  | [ 15 ] |
| 1997年 （第16屆） | 陳祺合                       | 《飛虎》                 | [ 15 ] |
| 1997年 （第16屆） | 胡大為                       | 《浪漫風暴》             | [ 15 ] |
| 1997年 （第16屆） | 鄺志良、舒琪                 | 《虎度門》               | [ 15 ] |
| 1998年 （第17屆） | 黃永明                       | 《十萬火急》             | [ 16 ] |
| 1998年 （第17屆） | 麥子善、林安兒               | 《高度戒備》             | [ 16 ] |
| 1998年 （第17屆） | 陳果                         | 《香港製造》             | [ 16 ] |
| 1998年 （第17屆） | 鄺志良、張嘉輝               | 《神偷諜影》             | [ 16 ] |
| 1998年 （第17屆） | 張叔平、黃銘林               | 《春光乍洩》             | [ 16 ] |
| 1999年 （第18屆） | 麥子善、彭發                 | 《風雲雄霸天下》         | [ 17 ] |
| 1999年 （第18屆） | 陳祺合                       | 《野獸刑警》             | [ 17 ] |
| 1999年 （第18屆） | 張耀宗、邱志偉               | 《我是誰》               | [ 17 ] |
| 1999年 （第18屆） | 陳志偉                       | 《暗花》                 | [ 17 ] |
| 1999年 （第18屆） | 鄺志良                       | 《幻影特攻》             | [ 17 ] |

### 2000年代（2000 — 2009 年）
| 年份 （屆次）     | 姓名                            | 片名                    | 來源   |
| ----------------- | ------------------------------- | ----------------------- | ------ |
| 2000年 （第19屆） | 鄺志良                          | 《紫雨风暴》            | [ 18 ] |
| 2000年 （第19屆） | 陳志偉                          | 《目露凶光》            | [ 18 ] |
| 2000年 （第19屆） | 陳志偉                          | 《暗戰》                | [ 18 ] |
| 2000年 （第19屆） | 張嘉輝                          | 《特警新人類》          | [ 18 ] |
| 2000年 （第19屆） | 田十八                          | 《細路祥》              | [ 18 ] |
| 2001年 （第20屆） | 張叔平                          | 《花樣年華》            | [ 19 ] |
| 2001年 （第20屆） | 鄺志良                          | 《東京攻略》            | [ 19 ] |
| 2001年 （第20屆） | 鍾煒釗                          | 《阿虎》                | [ 19 ] |
| 2001年 （第20屆） | 蒂姆·斯奎尔斯                   | 《臥虎藏龍》            | [ 19 ] |
| 2001年 （第20屆） | 麥子善                          | 《順流逆流》            | [ 19 ] |
| 2002年 （第21屆） | 鄺志良                          | 《特務迷城》            | [ 20 ] |
| 2002年 （第21屆） | 奚傑偉                          | 《少林足球》            | [ 20 ] |
| 2002年 （第21屆） | 大卫·理查森                     | 《全職殺手》            | [ 20 ] |
| 2002年 （第21屆） | 麥子善                          | 《蜀山傳》              | [ 20 ] |
| 2002年 （第21屆） | 張叔平                          | 《藍宇》                | [ 20 ] |
| 2003年 （第22屆） | 彭發、彭正熙                    | 《無間道》              | [ 21 ] |
| 2003年 （第22屆） | 翟茹、林安兒                    | 《英雄》                | [ 21 ] |
| 2003年 （第22屆） | 鄺志良                          | 《三更之回家》          | [ 21 ] |
| 2003年 （第22屆） | 彭氏兄弟                        | 《見鬼》                | [ 21 ] |
| 2003年 （第22屆） | 文志明                          | 《雙瞳》                | [ 21 ] |
| 2004年 （第23屆） | 陳祺合                          | 《千機變》              | [ 22 ] |
| 2004年 （第23屆） | 彭發、彭正熙                    | 《無間道II》            | [ 22 ] |
| 2004年 （第23屆） | 彭發、彭正熙                    | 《無間道III：終極無間》 | [ 22 ] |
| 2004年 （第23屆） | 羅永昌                          | 《大隻佬》              | [ 22 ] |
| 2004年 （第23屆） | 羅永昌                          | 《PTU》                 | [ 22 ] |
| 2005年 （第24屆） | 林安兒                          | 《功夫》                | [ 23 ] |
| 2005年 （第24屆） | 張叔平                          | 《2046》                | [ 23 ] |
| 2005年 （第24屆） | 大衛·理查森                     | 《大事件》              | [ 23 ] |
| 2005年 （第24屆） | 張嘉輝                          | 《旺角黑夜》            | [ 23 ] |
| 2005年 （第24屆） | 邱志偉                          | 《新警察故事》          | [ 23 ] |
| 2006年 （第25屆） | 邱志偉                          | 《三岔口》              | [ 24 ] |
| 2006年 （第25屆） | 林安兒                          | 《七劍》                | [ 24 ] |
| 2006年 （第25屆） | 李棟全、鄺志良                  | 《如果·愛》             | [ 24 ] |
| 2006年 （第25屆） | 譚家明                          | 《黑社會》              | [ 24 ] |
| 2006年 （第25屆） | 黃海                            | 《頭文字D》             | [ 24 ] |
| 2007年 （第26屆） | 鄺志良                          | 《墨攻》                | [ 25 ] |
| 2007年 （第26屆） | 譚家明                          | 《父子》                | [ 25 ] |
| 2007年 （第26屆） | 大衛·理查森                     | 《放·逐》               | [ 25 ] |
| 2007年 （第26屆） | 鍾煒釗                          | 《傷城》                | [ 25 ] |
| 2007年 （第26屆） | Virginia Katz & Richard Learoyd | 《满城尽带黄金甲》      | [ 25 ] |
| 2008年 （第27屆） | 鄺志良                          | 《門徒》                | [ 26 ] |
| 2008年 （第27屆） | 彭順、彭正熙                    | 《C+偵探》              | [ 26 ] |
| 2008年 （第27屆） | 李棟全                          | 《投名狀》              | [ 26 ] |
| 2008年 （第27屆） | Tina Baz                        | 《神探》                | [ 26 ] |
| 2008年 （第27屆） | 大衛·理查森                     | 《跟蹤》                | [ 26 ] |
| 2009年 （第28屆） | 邱志偉                          | 《保持通話》            | [ 27 ] |
| 2009年 （第28屆） | 大衛·理查森                     | 《文雀》                | [ 27 ] |
| 2009年 （第28屆） | 林安兒、羅伯·法拉提、楊紅雨     | 《赤壁》                | [ 27 ] |
| 2009年 （第28屆） | 陳祺合                          | 《證人》                | [ 27 ] |
| 2009年 （第28屆） | 張嘉輝                          | 《葉問》                | [ 27 ] |

### 2010年代（2010 — 2019 年）
| 年份 （屆次）     | 姓名                               | 片名                 | 來源   |
| ----------------- | ---------------------------------- | -------------------- | ------ |
| 2010年 （第29屆） | 鄺志良、陳志偉                     | 《竊聽風雲》         | [ 28 ] |
| 2010年 （第29屆） | 大衛·理查森                        | 《意外》             | [ 28 ] |
| 2010年 （第29屆） | 許宏宇、黃海                       | 《十月围城》         | [ 28 ] |
| 2010年 （第29屆） | 林安兒、胡大為、楊紅雨             | 《赤壁：決戰天下》   | [ 28 ] |
| 2010年 （第29屆） | 張經緯                             | 《音樂人生》         | [ 28 ] |
| 2011年 （第30屆） | 張嘉輝                             | 《葉問2》            | [ 29 ] |
| 2011年 （第30屆） | 邱志偉                             | 《狄仁傑之通天帝國》 | [ 29 ] |
| 2011年 （第30屆） | 張嘉輝                             | 《劍雨》             | [ 29 ] |
| 2011年 （第30屆） | 鄺志良                             | 《鎗王之王》         | [ 29 ] |
| 2011年 （第30屆） | 陳祺合、許偉傑                     | 《綫人》             | [ 29 ] |
| 2012年 （第31屆） | 邱志偉                             | 《龍門飛甲》         | [ 30 ] |
| 2012年 （第31屆） | 許宏宇                             | 《武俠》             | [ 30 ] |
| 2012年 （第31屆） | 大衛·理查森                        | 《奪命金》           | [ 30 ] |
| 2012年 （第31屆） | 彭正熙                             | 《竊聽風雲2》        | [ 30 ] |
| 2012年 （第31屆） | 姜文、曹偉傑                       | 《让子弹飞》         | [ 30 ] |
| 2013年 （第32屆） | 鄺志良、黃海                       | 《寒戰》             | [ 31 ] |
| 2013年 （第32屆） | 邱志偉                             | 《十二生肖》         | [ 31 ] |
| 2013年 （第32屆） | 大衛·理查森、梁展綸                | 《車手》             | [ 31 ] |
| 2013年 （第32屆） | 鄺志良、陳忠明                     | 《消失的子彈》       | [ 31 ] |
| 2013年 （第32屆） | 鍾煒釗                             | 《逆戰》             | [ 31 ] |
| 2014年 （第33屆） | 張叔平、Benjamin Courtines、潘雄耀 | 《一代宗師》         | [ 32 ] |
| 2014年 （第33屆） | 鄺志良、陳忠明                     | 《风暴》             | [ 32 ] |
| 2014年 （第33屆） | 邱志偉                             | 《掃毒》             | [ 32 ] |
| 2014年 （第33屆） | 黄海、許偉傑                       | 《救火英雄》         | [ 32 ] |
| 2014年 （第33屆） | 鍾煒釗                             | 《激戰》             | [ 32 ] |
| 2015年 （第34屆） | 胡大為                             | 《太平輪：亂世浮生》 | [ 33 ] |
| 2015年 （第34屆） | 韋淑芬                             | 《黃金時代》         | [ 33 ] |
| 2015年 （第34屆） | 張嘉輝、鄧文滔                     | 《黃飛鴻之英雄有夢》 | [ 33 ] |
| 2015年 （第34屆） | 譚家明、彭正熙                     | 《魔警》             | [ 33 ] |
| 2015年 （第34屆） | 彭正熙                             | 《竊聽風雲3》        | [ 33 ] |
| 2016年 （第35屆） | 張嘉輝                             | 《葉問3》            | [ 34 ] |
| 2016年 （第35屆） | 陳祺合、潘雄耀、彭正熙             | 《破風》             | [ 34 ] |
| 2016年 （第35屆） | 大卫·理查森                        | 《殺破狼II》         | [ 34 ] |
| 2016年 （第35屆） | 于柏楊                             | 《智取威虎山》       | [ 34 ] |
| 2016年 （第35屆） | 廖慶松、黄海、翁子光、朱嘉逸       | 《踏血尋梅》         | [ 34 ] |
| 2017年 （第36屆） | 梁展綸、大卫·理查森                | 《樹大招風》         | [ 35 ] |
| 2017年 （第36屆） | 許宏宇、李點石、周肖林、檀向媛     | 《七月与安生》       | [ 35 ] |
| 2017年 （第36屆） | 大卫·理查森                        | 《湄公河行動》       | [ 35 ] |
| 2017年 （第36屆） | 胡大為                             | 《擺渡人》           | [ 35 ] |
| 2017年 （第36屆） | Jordan Goldman、陳忠明             | 《寒戰II》           | [ 35 ] |
| 2018年 （第37屆） | 李嘉榮                             | 《追龍》             | [ 36 ] |
| 2018年 （第37屆） | 張叔平、葉婉婷                     | 《以青春的名義》     | [ 36 ] |
| 2018年 （第37屆） | 鍾煒釗                             | 《拆彈專家》         | [ 36 ] |
| 2018年 （第37屆） | 雪蓮、鄺志良                       | 《明月幾時有》       | [ 36 ] |
| 2018年 （第37屆） | 黄海                               | 《殺破狼·貪狼》      | [ 36 ] |
| 2019年 （第38屆） | 彭正熙                             | 《無雙》             | [ 37 ] |
| 2019年 （第38屆） | 許文傑                             | 《G殺》              | [ 37 ] |
| 2019年 （第38屆） | 徐克、李林                         | 《狄仁傑之四大天王》 | [ 37 ] |
| 2019年 （第38屆） | 蔡志雄、林志恆                     | 《紅海行動》         | [ 37 ] |
| 2019年 （第38屆） | 譚國明、雪蓮                       | 《逆向誘拐》         | [ 37 ] |

### 2020年代（2020 — 至今）
| 年份 （屆次）     | 姓名                     | 片名               | 來源   |
| ----------------- | ------------------------ | ------------------ | ------ |
| 2020年 （第39屆） | 張嘉輝                   | 《葉問4：完結篇》  | [ 38 ] |
| 2020年 （第39屆） | 張一博                   | 《少年的你》       | [ 38 ] |
| 2020年 （第39屆） | 羅永昌、鄒耀衡           | 《犯罪現場》       | [ 38 ] |
| 2020年 （第39屆） | 張叔平、陳序慶           | 《叔·叔》          | [ 38 ] |
| 2020年 （第39屆） | 張叔平、鍾家駿           | 《金都》           | [ 38 ] |
| 2022年 （第40屆） | 彭正熙                   | 《怒火》           | [ 39 ] |
| 2022年 （第40屆） | 張叔平                   | 《手捲煙》         | [ 39 ] |
| 2022年 （第40屆） | 锺煒釗                   | 《拆彈專家2》      | [ 39 ] |
| 2022年 （第40屆） | 麥子善、李點石、何永禕   | 《長津湖》         | [ 39 ] |
| 2022年 （第40屆） | 大衛·理查森              | 《智齒》           | [ 39 ] |
| 2023年 （第41屆） | 李謙明、張釗、石繕滎     | 《正義迴廊》       | [ 40 ] |
| 2023年 （第41屆） | 黃海、陸志灝             | 《明日戰記》       | [ 40 ] |
| 2023年 （第41屆） | 大衛‧李察森、梁展綸      | 《神探大戰》       | [ 40 ] |
| 2023年 （第41屆） | 郭偉倫、陳序慶           | 《給十九歲的我》   | [ 40 ] |
| 2023年 （第41屆） | 張嘉輝、鄭偉麟           | 《飯戲攻心》       | [ 40 ] |
| 2024年 （第42屆） | 梁展綸、David Richardson | 《命案》           | [ 41 ] |
| 2024年 （第42屆） | 盧煒麟                   | 《白日之下》       | [ 41 ] |
| 2024年 （第42屆） | 陳曉進、卓亦謙           | 《年少日記》       | [ 41 ] |
| 2024年 （第42屆） | 張叔平、彭正熙           | 《金手指》         | [ 41 ] |
| 2024年 （第42屆） | 陳祺合                   | 《毒舌大狀》       | [ 41 ] |
| 2025年 （第43屆） | 張嘉輝                   | 《九龍城寨之圍城》 | [ 42 ] |
| 2025年 （第43屆） | 石繕滎                   | 《爸爸》           | [ 42 ] |
| 2025年 （第43屆） | Robin Lee                | 《香港四徑大步走》 | [ 42 ] |
| 2025年 （第43屆） | 張叔平、彭正熙           | 《破·地獄》        | [ 42 ] |
| 2025年 （第43屆） | 李嘉榮                   | 《誤判》           | [ 42 ] |

## 外部連結
- 官方网站